# 孙新
孙新，小说《水浒传》中人物，琼州人，随哥哥孙立调到登州，娶了顾大嫂为妻，经营一家酒店。解珍、解宝被毛太公陷害入狱后，乐和求姐夫的弟弟孙新解救，于是孙新与顾大嫂联络邹渊、邹润等一些好汉，劫狱救出了解家兄弟。并帮助梁山人马，打败祝家庄，杀了毛太公，一起投奔了梁山。在梁山孙新和顾大嫂主持东山酒店事务。受招安后，参与了征辽和讨方腊，最后被封为武奕郎。

## 影视形象
- 1983年山东版《水浒》：程东海
- 1998年央视版《水浒传》：张卫国
- 2009年电影《母大虫顾大嫂》：卢星宇
- 2011年版《水浒传》：张津赫
- 2012年电影《病尉迟孙立》：杜兴奇
- 2014年电影《顾大嫂与孙新》：赵擎